# Desmond Llewelyn
Desmond Wilkinson Llewelyn (Newport, Zuid-Wales, 12 september 1914 – Firle, East Sussex, Engeland, 19 december 1999) was een Welshe acteur.
Llewelyn is voornamelijk bekend door zijn rol als Q in de James Bondfilms. Q geeft James alles wat een moderne spion nodig heeft, bijvoorbeeld exploderende pennen, bijzondere horloges, auto's die ook als boot gebruikt kunnen worden etc.. Tot zijn dood in 1999 speelde hij in bijna elke Bondfilm (niet in Live and Let Die). John Cleese werd zijn opvolger als Q in de volgende Bondfilm. Daarna speelde Ben Whishaw als Q.
Buiten zijn werk in Bondfilms, verscheen hij ook in films als Chitty Chitty Bang Bang, Cleopatra, Prisoner of Rio en Taboo. Verder had hij een vaste rol als de kolonel in de serie Follyfoot en maakte vele gastoptredens, waaronder in The Onedin Line, Some Mothers Do 'Ave 'Em en Dixon of Dock Green.
Llewelyn overleed in 1999 aan de gevolgen van een auto-ongeluk op de Engelse A27 na een signeersessie, drie weken na de Britse première van The World Is Not Enough.

## Filmografie
- Ask a Policeman (1939) - Onthoofde koetsier (niet op aftiteling)
- Campbell of Kilmhor (televisiefilm, 1939) - Kapitein Sandeman
- A Midsummer Night's Dream (televisiefilm, 1946) - Theseus
- A Midsummer Night's Dream (televisiefilm, 1947) - Theseus
- Hamlet (1948) - Figurant (niet op aftiteling)
- Adam and Evelyne (1949) - Rol onbekend (niet op aftiteling)
- The Chiltern Hundreds (1949) - Eerste bewaker (niet op aftiteling)
- They Were Not Divided (1950) - '77 Jones
- The Lavender Hill Mob (1951) - Douanier (niet op aftiteling)
- Knights of the Round Table (1953) - A herald (niet op aftiteling)
- Valley of Song (1953) - Rol onbekend
- Stryker of the Yard (televisieserie) - Rol onbekend (afl. The Case of Uncle Henry, 1957)
- Boyd Q.C. (televisieserie) - McCracken (afl. The Open and Shut Case, 1957)
- Thunder in the West (televisieserie) - King James II (1957)
- The Adventures of Robin Hood (televisieserie) - Two Fingers (afl. Little Mother, 1958)
- A Night to Remember (1958) - Seaman at steerage gate (niet op aftiteling)
- Queen's Champion (miniserie, 1958) - Lord Bretherton
- Further Up the Creek (1958) - Chief Yeoman
- Corridors of Blood (1958) - Rol onbekend (niet op aftiteling)
- Invisible Man (televisieserie) - Detective Sergeant (afl. Blind Justice, 1959)
- Private Investigator (televisieserie) - Police Constable Jones (afl. The Battle for Diana, 1959)
- Sword of Sherwood Forest (1960) - Wounded Fugitive
- Dixon of Dock Green (televisieserie) - Det. Insp. Jones (afl. Everything Goes in Threes, 1960)
- The House Under the Water (miniserie, 1961) - Colonel Tregaron
- The Curse of the Werewolf (1961) - A servant (niet op aftiteling)
- Only Two Can Play (1962) - Clergyman on Bus (niet op aftiteling)
- Pirates of Blood River (1962) - Tom Blackthorne
- Suspense (televisieserie) - President of the Court (afl. The Uncertain Witness, 1963)
- Suspense (televisieserie) - Ian McDonald (afl. The Dogs of Durga Das, 1963)
- Cleopatra (1963) - Senator (niet op aftiteling)
- Suspense (televisieserie) - Company Spokesman (afl. The Rescuers, 1963)
- From Russia with Love (1963) - Major "Q" Boothroyd
- Silent Playground (1963) - Dr. Green
- The Indian Tales of Rudyard Kipling (televisieserie) - Member of Council (afl. A Germ Destroyer, 1964)
- Goldfinger (1964) - Q
- Danger Man (televisieserie) - Doorman (afl. The Ubiquitos Mr. Lovegrove, 1965)
- The Amorous Adventures of Moll Flanders (1965) - Jailer (niet op aftiteling)
- Thunderball (1965) - Q
- You Only Live Twice (1967) - Q
- Virgin of the Secret Service (televisieserie) - Count Kolinsky (afl. Russian Roundabout, 1968)
- Dixon of Dock Green (televisieserie) - Bank Manager (afl. The Commander, 1968)
- ITV Playhouse (televisieserie) - Headmaster (afl. Where Did You Get That Hat?, 1968)
- Dixon of Dock Green (televisieserie) - Dr. Pearce (afl. The Man, 1968)
- Chitty Chitty Bang Bang (1968) - Coggins
- On Her Majesty's Secret Service (1969) - Q
- Codename (televisieserie) - Barrett (afl. A Walk with the Lions, 1970)
- Doomwatch (televisieserie) - Thompson (afl. Flight Into Yesterday, 1971)
- Softly Softly (televisieserie) - Somers (afl. Something Big, 1971)
- Diamonds Are Forever (1971) - Q
- Follyfoot (televisieserie) - The Colonel (37 afl. 1971-1973)
- Some Mother's Do 'Ave 'Em (televisieserie) - Air Commodore Drew (afl. The RAF Reunion, 1973)
- The Nine Tailors (miniserie, 1974) - Sir Charles Thorpe
- The Pallisers (televisieserie) - Speaker (Afl. onbekend, 1974)
- The Man with the Golden Gun (1974) - Q
- Man in the Zoo (televisiefilm, 1975) - Rol onbekend
- Wodehouse Playhouse (televisieserie) - Rev. Stanley Gooch (afl. Anselm Gets His Chance, 1975)
- The Onedin Line (televisieserie) - President (afl. Loss of the Helen May, 1976)
- The Spy Who Loved Me (1977) - Q
- The Wilde Alliance (televisieserie) - Colonel Thripp (afl. Well Enough Alone, 1978)
- Lillie (miniserie, 1978) - Lord Dudley
- The Golden Lady (1979) - Dixon
- Hazell (televisieserie) - Bell (afl. Hazell and the Suffolk Ghost, 1979)
- Moonraker (1979) - Q
- BBC2 Playhouse (televisieserie) - Major Bill Whittall (afl. Speed King, 1979)
- BBC2 Playhouse (televisieserie) - Rol onbekend (afl. The Happy Autumn Fields, 1980)
- Dr. Jekyll and Mr. Hyde (televisiefilm, 1981) - Rol onbekend
- The Life and Times of David Lloyd George (televisieserie) - Lord Lansdowne (afl. No. 10, 1981)
- For Your Eyes Only (1981) - Q
- Play for Today (televisieserie) - Official in dream (afl. Soft Targets, 1982)
- Octopussy (1983) - Q
- A View to a Kill (1985) - Q
- The Living Daylights (1987) - Q
- Prisoner of Rio (1988) - Commissioner Ingram
- Licence to Kill (1989) - Q
- Merlin (1992) - Dr. Mycroft
- GoldenEye (1995) - Q
- In Search of James Bond with Jonathan Ross (televisiefilm, 1995) - Q
- Highly Classified: The World of 007 (video, 1997) - Q
- Taboo (1997) - Rol onbekend
- Tomorrow Never Dies (1997) - Q
- The World Is Not Enough (1999) - Q
- Die Millennium-Katastrophe - Computer-Crash 2000 (televisiefilm, 1999) - Peregrin Morley